# مليارين سنت
المليارين سنت هو العُملة المعدنية الأمريكية ذات النمط الذي سُك في عام 1836 واقترح في البداية كجزء من قانون 13 يناير/كانون الثاني 1837. توجد إصدارات إما بحافة مضلعة واتجاه عملة أو بحافة عادية واتجاه ميدالية؛ ومع ذلك، فإن الإصدارات التي تحتوي على الأولى تميل إلى أن تكون ضربات أصلية، في حين أن الأخيرة تكون دائمًا ضربات معادة (معظمها من خمسينيات القرن التاسع عشر).

## خلفية
قد اقترحت قِطعة نقدية بقيمة سنتين في وقت مبكر من عام 1806 من قِبل السيناتور كونيتيكت يوريا تريسي، إلى جانب قطعة نقدية بقيمة عشرين سنتًا أو "عشرة سنتات مزدوجة". انعكاسًا للنظرة السائدة آنذاك التي تقول إن العُملات المعدنية يجب أن تحتوي قيمتها على المعدن، نص مشروع قانون تريسي على أن تكون القِطعة ذات السنتين مصنوعة من البيليون، أو الفضة المُخففة (حوالي 20٪ نقاء). ومن المفترض أن يتكون المعدن المقترح من 6.4 grain (0.41 غ) من الفضة و 24.3 grain (1.57 غ) من النحاس. كان مدير دار سَك العُملة في ذلك الوقت، روبرت باترسون، يُعارض مشروع القانون، لأنه سيكون من الصعب تنقية الفِضة من القِطع المذابة. فشل تشريع تريسي في مجلس النواب، على الرغم من إقراره في مجلس الشيوخ مرتين.

## بداية
نظرت دار السك مرة أخرى في قطعة بقيمة سنتين للمرة الثانية في عام 1836. أجرى النقاش الثاني كريستيان جوبريشت والمذيب والمكرر فرانكلين بيل تجارب على العُملة المعدنية، وخلصوا إلى إن القِطعة يجب أن تكون مصنوعة من البيليون (على غرار الاقتراح لعام 1806). على الرغم من اقتراح العُملة في المسودات المبكرة لقانون دار سَك النقود لعام 1837، واسقط هذا الاقتراح عندما أظهر بيل أن العُملة يُمكن تزويرها بسهولة.

## العواقب
اقترحت قِطعة نقدية بقيمة سنتين للمرة الثالثة أثناء الاضطرابات الاقتصادية في الحرب الأهلية الأمريكية، بسبب نقص العُملات المعدنية على المستوى الوطني. في الغالب، عوض نقص العُملات المعدنية من خلال إصدارات رمزية خاصة، حيث سُك بعضها من النحاس والنيكل بحجم يقارب السنت، بينما كانت القطع الأخرى عبارة عن قطع أرق من البرونز.
لم يفوت مسؤولو الحكومة هذه الحقيقة، في عام 1863، اقترح استخدام العُملات البرونزية، لم يبدو إنها تحتوي على قيمتها الاسمية من المعدن. وفي تقريره السنوي الذي قدمه في أكتوبر/تشرين الأول في عام 1863، لاحظ مدير دار سك النقود جيمس بولوك إنه "بينما يتوقع الناس الحصول على القيمة الكاملة لعُملاتهم الذهبية والفِضية، فإنهم يريدون فقط العُملة المعدنية الأقل جودة [المعادن الأساسية] لسهولة إجراء المدفوعات الدقيقة". لاحظ إن العملات المعدنية الخاصة تحتوي في بعض الأحيان على ما لا يقل عن خمس سنت من المعدن، ومع ذلك كانت لا تزال متداولة. و اقترح استبدال سنت النحاس والنيكل بقِطعة برونزية من نفس الحجم. أراد بولوك أيضًا القضاء على النيكل كمعادن لعملات معدنية؛ وأدت سبائكه الصلبة إلى تدمير القوالب والآلات. في 8 ديسمبر/كانون الأول، كَتب بولوك إلى وزير الخزانة سالمون ب. تشيس، مُقترحًا إصدار عملة برونزية بقيمة سنت واحد وسنتين، وإرفاق عملات معدنية من فئة سنتين قد أعدها. وفقًا لخبير العملات نيل كاروثرز، فإن القطعة النقدية بقيمة سنتين كانت على الأرجح مقترحة من أجل الحصول على أكبر قدر ممكن من القيمة الدولارية في العملات الصغيرة للتداول في أقصر وقت ممكن، حيث يمكن للدار سك قِطعة بقيمة سنتين بسهولة مثل سنت واحد.
في نهاية المطاف، أصبحت القطعة البرونزية بقيمة سنتين إصدارًا منتظمًا، ومع انخفاض أعداد العُملات المسكوكة كل عام حتى توقف عن إنتاجها رسميًا في عام 1873.

## أصناف
| رقم الكتالوج | رقم الكتالوج | رقم الكتالوج  | وصف                                           |
| جود          | بولوك        | آدامز و وودين | وصف                                           |
| ------------ | ------------ | ------------- | --------------------------------------------- |
| 52           | 55           | -             | بيلون بحافة ناعمة                             |
| 53           | 54           | -             | بيلون بحافة مضلعة                             |
| 54           | 57           | -             | نحاس ذو حافة ناعمة                            |
| 54أ          | 55أ          | 56            | نحاس نيكل مع حافة ناعمة                       |
| 54ب          | 55ب          | 57            | نحاس نيكل مع حافة مضلعة                       |
| 55           | 56           | -             | نحاس مع حافة مضلعة                            |
| 56           | 59           | -             | معدن أبيض أو نحاس مطلي بالقصدير مع حافة ناعمة |
| 56أ          | 58           | -             | معدن أبيض أو نحاس مطلي بالقصدير مع حافة مضلعة |
| -            | -            | 59            | بيلون فضة أو مطلي بالفضة أو نحاس              |